# Jezioro Klimkowskie
Jezioro Klimkowskie (Klimkówka) – zbiornik zaporowy utworzony na rzece Ropie w 1994 roku w pobliżu miejscowości Klimkówka, Łosie i Uście Gorlickie w powiecie gorlickim. Woda zretencjonowana w zbiorniku jest wykorzystywana do celów energetycznych. Poza funkcjami przyrodniczymi i krajobrazowymi zbiornik posiada również znaczenie przeciwpowodziowe, turystyczno-rekreacyjne oraz jest źródłem wody pitnej i przemysłowej dla Gorlic i Jasła.

## Wymiary
Pojemność zbiornika wynosi 42,59 mln m³ (w tym pojemność powodziowa latem 8 mln m³, zimą 6,45 mln m³), około 300-800 metrów szerokości, 306 ha powierzchni, 6,5 km długości, głębokość do 31 m (średnia 13 m). Wysokość zapory wynosi 37 m, zaś jej rozpiętość 210 m. Przy zaporze mieści się mała, szczytowa elektrownia o mocy 1,1 MW. 

## Historia
Budowę zapory rozpoczęto w latach 70. XX wieku. Zapora wodna przegrodziła dolinę w najwęższym miejscu, w którym rzeka Ropa przebija się między szczytami Kiczera-Żdżar (610 m n.p.m., na zachodzie) i Ubocz (623 m n.p.m., na wschodzie), należących do tzw. Pienin Gorlickich będących częścią Beskidu Gorlickiego. Zalew ciągnie się na długości ponad 5 km, z cofką dochodzącą pod Uście Gorlickie. Linia brzegowa jest dość urozmaicona, wzdłuż brzegu znajduje się szereg małych zatoczek. Brzegi północno-wschodnie są strome, w większości zalesione, natomiast południowo-zachodnie – niskie i łatwo dostępne z szosy z Gorlic do Uścia Gorlickiego.
Wody spiętrzonego jeziora zalały całość terenu zabudowanego dawnej wsi Klimkówka oraz dawną drogę z Ropy do Uścia Gorlickiego. Nowa szosa została poprowadzona po lewym brzegu doliny, wysoko ponad taflą wody.
Powstanie zalewu w Klimkówce wiąże się z nowymi funkcjami turystyczno-rekreacyjnymi terenów wokół jeziora oraz całego Beskidu Niskiego. Wybrzeże pomiędzy szosą a jeziorem jest stopniowo zagospodarowywane. Na cyplu położonym ok. 1 km od zapory znajduje się ośrodek wypoczynkowy z przystanią, wypożyczalnią sprzętu wodnego (jezioro jest strefą ciszy, używanie sprzętu motorowodnego jest zabronione), kąpieliskiem i obiektami gastronomicznymi. Tam również ulokowano posterunek WOPR i policji wodnej.
Zbiornikiem oraz zaporą administruje RZGW w Rzeszowie.

## Odniesienia w kulturze
Podczas budowy zapory w 1976 r. kręcono tu sceny do pierwszego odcinka serialu telewizyjnego Znaki szczególne z Bronisławem Cieślakiem w roli głównej.
Klimkówka została wykorzystana podczas produkcji filmu Ogniem i mieczem do realizacji ujęć przedstawiających rzekę Dniepr. Miało to miejsce bezpośrednio po spiętrzeniu wody na zalewie, gdy brzegi były jeszcze dziewicze, a okolica bez infrastruktury turystycznej.